# Ethisches Investment
Dieser Artikel wurde aufgrund inhaltlicher und/oder formaler Mängel auf der Qualitätssicherungsseite des Portals Wirtschaft eingetragen. 
Du kannst helfen, indem du die dort genannten Mängel beseitigst oder dich an der Diskussion beteiligst.

Magisches Viereck der ethischen bzw. nachhaltigen Vermögensanlage

Unter ethischem Investment versteht man Geldanlagen, die neben den wirtschaftlichen Anlagezielen Rendite, Sicherheit und Verfügbarkeit auch ethische bzw. nachhaltige Wertvorstellungen des Anlegers berücksichtigen. Aus dem magischen Dreieck der Vermögensanlage wird ein Viereck. Oft wird auch von ethisch-nachhaltiger Geldanlage, nachhaltigem, ökologischem und sozial verantwortlichem Investment gesprochen (englisch socially responsible investment, SRI). Bei nachhaltigen Geldanlagen wird für die drei Nachhaltigkeitskriterien die Kurzbezeichnung ESG verwendet – nach den englischen Begriffen Environment (E), Social (S), Governance (G). Der ESG-Ansatz hat sich in der Finanzbranche zur Abgrenzung Nachhaltiger Geldanlagen als Standard entwickelt.

## Geschichte
Die Idee ethischen Investments hat ihren Ursprung in angelsächsischen Kirchen: Der Gründer der methodistischen Bewegung, John Wesley (1703–1791), betonte den Zusammenhang von Glaubensüberzeugungen und dem Umgang mit Geld. Die Quäker nahmen bereits im 18. Jahrhundert davon Abstand, in Unternehmen zu investieren, die mit Waffenproduktion und Sklavenhandel befasst waren.
Ihre Fortsetzung fand die Idee dann in den 1970er Jahren in den Bewegungen gegen Apartheid in Südafrika und gegen den Vietnamkrieg. „Kein Geld für Rüstung und Apartheid“ war die Devise derer, die mit ihrem Geld nicht das finanzieren wollten, was sie mit ihrem politischen Engagement ablehnten. Zuerst entstanden in den USA und Großbritannien Fonds mit Ausschlusskriterien für diese Aktivitäten, vor allem auch für institutionelle Anleger wie Universitäten, Stiftungen und Kirchen. In Europa, vor allem in Deutschland, kam als weiteres Kriterium der Widerstand gegen die Atomkraft hinzu. In den siebziger Jahren machte die GLS Gemeinschaftsbank den Anfang, in den 1980er Jahren kamen weitere alternative Banken wie die Ökobank in Deutschland und die Alternative Bank Schweiz hinzu, die ökologische und soziale Projekte finanzieren.
Seit den 1990er Jahren spielt Kritik an der Globalisierung und der Ausweitung spekulativer Finanztransaktionen eine zunehmende Rolle für ethisch motiviertes Investment. Dazu kam verstärkt der Aspekt des Klimawandels. Die seit 2010 aufgekommene Divestment-Bewegung richtet sich vor allem an institutionelle Anleger und will diese dazu bewegen, Investitionen aus der fossilen Energiewirtschaft abzuziehen und möglichst in klimafreundliche oder wenigstens klimaneutrale Anlagen umzuschichten.
Es gibt keine für alle verbindliche Methode, Geld nach ethisch-nachhaltigen Kriterien anzulegen. Die eigenen Wertvorstellungen spielen ebenso eine Rolle wie das Investitionsvolumen, die Renditeerwartungen, der Anlagehorizont, das Risikoprofil oder für institutionelle Investoren auch gesetzliche Rahmenbedingungen.

## Kriterien und Instrumente
Vermeiden – Fördern – Gestalten: Für jede dieser Aktionsmöglichkeiten gibt es passende Instrumente zur Gestaltung ethisch-nachhaltiger Geldanlagen.
Grob lassen sich zwei Herangehensweisen an ethisches Investment unterscheiden: Der Ausschluss bzw. die Desinvestition aus Geldanlagen zum einen und die gezielte Investition zum anderen. Bei der Investition nach Positivkriterien oder best-in-class-Ansätzen kann der Investor versuchen, von innen Einfluss auf Unternehmen zu nehmen (siehe Abschnitt Engagement und Stimmrechtsausübung). Die Drohung eines – auch teilweisen – Desinvestments kann dabei als Druckmittel eingesetzt werden. Ist ein finanzielles Engagement für ihn aus moralischen Gründen kategorisch nicht akzeptabel oder erweist sich der Versuch, von innen Einfluss zu nehmen, als fruchtlos, kann der Ausschluss einer Anlage aus seinem Portfolio das Mittel der Wahl sein.
Die Nomenklatur der ethischen Investment Ansätze unterscheidet sich zwischen Organisationen. Eurosif gibt einen Überblick über die verschiedenen Ansätze, nach der eigenen Nomenklatur, der der Global Sustainable Alliance (GSIA), der Principles for Responsible Investment (PRI) sowie der European Funds and Asset Management Association (EFAMA) (siehe Tabelle). Eurosifs Nomenklatur richtet sich nach der von der Europäischen Kommission eingesetzten High-Level Expert Group on Sustainable Finance (HLEG) und orientiert sich daher an einem paneuropäischen Publikum.
| Eurosif                                                         | GSIA-Äquivalent                                                 | PRI-Äquivalent | EFAMA-Äquivalent                    |
| --------------------------------------------------------------- | --------------------------------------------------------------- | --- | ----------------------------------- |
| Ausschluss von Investitionen                                    | Negatives/ausschließendes Screening                             | Negatives/ausschließendes Screening | Negatives Screening oder Ausschluss |
| Normbasiertes Screening                                         | Normbasiertes Screening                                         | Normbasiertes Screening | Normbasierter Ansatz                |
| Best-in-Class Selektion                                         | Positives/Best-in-Class Screening                               | Positives/Best-in-Class Screening | Best-in-Class Policy                |
| Sustainability-themed Investment (Themen- und Direktinvestment) | Sustainability-themed Investment (Themen- und Direktinvestment) | Sustainability-themed Investment (Themen- und Direktinvestment)                                                                        | Thematisches Investment             |
| ESG Integration                                                 | ESG Integration                                                 | Integration von ESG-Angelegenheiten |                                     |
| Engagement und Stimmrechtsausübung in Nachhaltigkeitsfragen     | Unternehmens-Engagement and Shareholder-Aktion                  | Aktiver Besitz und Engagement (drei Typen): a) Aktiver Besitz b) Engagement c) (Proxy-)Stimmrechtsausübung und Shareholderresolutionen | Engagement (Stimmrechtsausübung)    |
| Impact Investing                                                | Impact/Community Investing                                      | |                                     |

### Ausschluss von Investitionen
Damit vermeiden Anleger, Geld in Aktivitäten zu investieren, die sie aus ethischen und nachhaltigen Gründen ablehnen. Ausgeschlossen werden können Wertpapiere von Unternehmen, Ländern und Organisationen. Typische Ausschlusskriterien für Unternehmen beziehen sich entweder auf deren Produkte – z. B. (geächtete) Waffen, Atomkraft – oder auf die Produktionsweise, z. B. Produktion unter menschenunwürdigen Arbeitsbedingungen, Menschenrechtsverletzungen. Ein klassisches Ausschlusskriterium für Länder ist das Praktizieren der Todesstrafe.
Den Verkauf von Anlagen, die sich bereits im Portfolio befinden aber neu definierte Ausschlusskriterien nicht erfüllen oder bestehende nicht mehr, bezeichnet man als Divestment.

### Normbasiertes Screening
Normbasiertes Screening ist die Überprüfung von Investments nach ihrer Konformität mit bestimmten internationalen Standards und Normen, zum Beispiel ILO-Kernarbeitsnormen, UN Global Compact. Ausschlusskriterien kann man als eine Basis für negatives Screening einsetzen, positives Screening nimmt hingegen gezielt nach Positivkriterien Kapitalanlagen in ein Portfolio auf.

### Best-in-Class Selektion

#### Best-in-Class-Ansatz
Der „Best-in-class“-Ansatz, bei dem alle Titel innerhalb einer Branche nach ethisch-nachhaltigen Aspekten miteinander verglichen und diejenigen ausgewählt werden, die dabei am besten abschneiden. Je nach Wertvorstellungen der Anleger kann so bspw. in umweltbewusste Unternehmen oder in Staaten, die besonders erfolgreich bei der Korruptionsbekämpfung sind, investiert werden.

#### Best-in-Progress-Ansatz
Beim „Best-in-Progress-Ansatz“ werden diejenigen Unternehmen ausgewählt, die in der jüngeren Vergangenheit ihr Nachhaltigkeitsprofil am stärksten verbessert haben.

#### Positivkriterien
Damit werden unter gleichartigen Anlagemöglichkeiten diejenigen identifiziert und bevorzugt, die aus ethisch-nachhaltigen Gesichtspunkten besser bewertet werden.

### Themen- und Direktinvestments
Dazu gehören z. B. Mikrofinanzanlagen und Unternehmensbeteiligungen oder Immobilieninvestments. Beliebte Themen sind erneuerbare Energien: Windkraft, Solar, Geothermie, aber auch grüne Immobilien, Wald, Wasser.

### Integration
Explizite Einbeziehung von ESG-Kriterien bzw. -Risiken in die traditionelle Finanzanalyse.

### Engagement und Stimmrechtsausübung
Wer Aktien oder Genossenschaftsanteile eines Unternehmens besitzt, gehört zu dessen Eigentümern und hat das Recht, über Unternehmensbelange abzustimmen. Diese Stimmrechte können genutzt werden, um ethisch-nachhaltige Anliegen durchzusetzen. Der Einfluss auf ein Unternehmen kann dadurch verstärkt werden, dass die Anleger in einem Dialog mit dem Unternehmen ihre Beweggründe für ihr Stimmverhalten erläutern oder unabhängig davon auf Verbesserungen in Richtung auf Steigerung der Nachhaltigkeit oder die Abschaffung bestimmter Missstände dringen.

### Impact Investment
Impact Investing lässt sich zwischen einer Spende und Renditemaximierung ansiedeln. Das finanzielle Engagement hat also nicht bloß das Ziel, das Geld zu vermehren, sondern auch etwas Gutes zu tun. Ursprünglich stammt der Begriff aus der Welt der Förderer und Wohltäter.

### Mitgliedschaft und Initiativen
Auch durch die aktive Unterstützung von Initiativen gleichgesinnter Anleger lassen sich ethisch-nachhaltige Ziele verfolgen.

## Arten des Investments
Antje Schneeweiß unterscheidet drei Grundformen ethischen Investments:
- Fördersparmöglichkeiten bei alternativen Banken
- Direktinvestitionen in nicht-börsennotierte Unternehmen
- Ethische Investmentfonds

Dazu kommt als vierte Möglichkeit die
- Direkte Anlage in börsengehandelte Aktien nachhaltiger Unternehmen

### Fördersparmöglichkeiten bei alternativen Banken
Ethische Banken bieten klassische Sparprodukte (Tagesgeldkonten, Festgeld, Sparbriefe, Sparbücher) an und verwenden die Kundeneinlagen gemäß eigener Kriterien und Instrumente. Die Banken vergeben Kredite mit ökologischer, sozialer oder kultureller Zweckbindung und legen das Geld nach definierten Nachhaltigkeitskriterien an. Darüber hinaus ist es bei einigen Sparprodukten möglich, einen Teil der Zinsen zielgerichtet zu spenden. Im deutschsprachigen Raum gibt es mehrere Banken, die nach ethischen Kriterien arbeiten:
- Die GLS Gemeinschaftsbank in Bochum vergibt Kredite an soziale, ökologische und kulturelle Projekte und Initiativen und veröffentlicht regelmäßig alle vergebenen Kredite. Sie gilt als erste Bank, die nach sozial-ökologischen Grundsätzen arbeitet.
- Die Umweltbank in Nürnberg vergibt Kredite ausschließlich an ökologische und nachhaltige Projekte wie beispielsweise im Bereich Altbau-Sanierung, Energiesparhäuser, Solaranlagen, Windkraft und ökologisches Bauen.
- Die EthikBank ist eine Zweigniederlassung der Volksbank Eisenberg und folgt bei ihren Geldanlagen einem Mix aus Tabu- und Positivkriterien. Als „Gläserne Bank“ veröffentlicht sie regelmäßig alle Einzelkredite, Anlagen am Kapitalmarkt und Beteiligungen.
- Die Bank für Orden und Mission ist eine Zweigniederlassung der VR Bank Untertaunus eG in Idstein und investiert das bei ihr angelegte Geld unter Berücksichtigung ethischer Grundsätze. Sie vergibt keine Kredite. Ein Teil des Geschäftsgewinns fließt an die Missionszentrale des Franziskanerordens.
- Die Steyler Bank in Sankt Augustin tätigt ihre Investitionen nach ethischen Kriterien auf der Basis des Frankfurt-Hohenheimer Leitfadens. Gewinne werden für die Hilfsprojekte der Steyler Missionare verwendet.
- Die Evangelische Bank entstand im September 2014 durch Zusammenschluss der Evangelischen Kreditgenossenschaft (EKK) in Kassel und der Evangelischen Darlehnsgenossenschaft (EDG) in Kiel. Im Vermögens- und Eigenanlagemanagement setzt sie einen Nachhaltigkeitsfilter ein.

#### Banken mit Sitz in der Schweiz und den Niederlanden
- Die Triodos Bank finanziert ökologische, soziale und kulturelle Projekte und Unternehmen und bietet Geldanlagen für Privat- und Geschäftskunden an. Sie ist ein niederländisches Kreditinstitut mit Niederlassung in Frankfurt am Main.
- Die Alternative Bank Schweiz (ABS) in Olten fördert alternative Energien, biologische Landwirtschaft, Frauenprojekte, ökologische und soziale Unternehmen, Bildung und Kultur, Entwicklungszusammenarbeit, alternative und soziale Wohnformen sowie soziale Projekte.

#### Weitere Banken
- Die Bank für Sozialwirtschaft ist eine Spezialbank für Unternehmen, Einrichtungen und Organisationen aus den Bereichen Gesundheit, Soziales (Senioren-, Behinderten-, Kinder- und Jugendhilfe) und Bildung mit Sitz in Köln und Berlin.
- Die Pax-Bank in Köln, die Liga Bank in Regensburg, die Bank für Kirche und Caritas in Paderborn und die Bank für Kirche und Diakonie eG (KD-Bank) in Dortmund arbeiten ebenfalls unter Berücksichtigung ethischer Kriterien, stehen aber nur ausgewählten (im kirchlichen Bereich arbeitenden) Privatkunden und kirchlich-caritativen Einrichtungen zur Verfügung.

### Direktinvestitionen in nicht börsennotierte Unternehmen
Der Investor stellt dem Unternehmen über Anteile oder Anleihen direkt Geld zur Verfügung und ist über Ausschüttungen oder Festzins am Gewinn beteiligt. Er trägt das Risiko mit. Auch hier finanziert das Geld direkt die vom Anleger gewünschten Aktivitäten.
Mit Direktkrediten lassen sich einzelne Projekte auf direktem Wege unterstützen. Für ethisch motivierte Anleger kommen verschiedene Anlagemöglichkeiten in Frage:
- Erneuerbare Energien werden meist über Kommandit-Beteiligungen angeboten.
- Die alternativen Banken werben um Genossenschaftsanteile oder Aktien zur Deckung der Förderkredite mit Eigenkapital.

Auch durch die Mitgliedschaft in einer Genossenschaft lassen sich direkte Investitionen fördern:
- Die Ökumenische Entwicklungsgenossenschaft Oikocredit vermittelt die Anlagegelder ihrer Mitglieder als faire Kredite an Unternehmen und Genossenschaften in armen Ländern. Zurzeit sind rund 65 Prozent der Darlehen an Mikrofinanzinstitutionen vergeben, die anderen 35 Prozent gehen als Direktkredite an Unternehmen vor allem in den Bereichen Landwirtschaft, Nahrungsmittelverarbeitung und Kleingewerbe.

### Ethische und nachhaltige Investmentfonds
Der Anleger investiert in ethisch, ökologisch bzw. nachhaltig ausgerichtete Investmentfonds (auch Ethikfonds genannt), deren Management sich zu einer Beschränkung möglicher Investments auf solche verpflichtet, die bestimmten ethischen und/oder Nachhaltigkeits-Kriterien genügen. Für die Auswahl werden dabei die eingangs erwähnten Negativ- und Positiv-Kriterien sowie innerhalb letzterer der sogenannte Best-in-class-Ansatz (siehe unten) herangezogen.
Spezielle Rating-Agenturen wie oekom research, sustainalytics, imug, MSCI, InRate, Friesenbichler oder Südwind-Institut beurteilen dazu Unternehmen, aber auch ganze Staaten und große Organisationen, hinsichtlich bestimmter ökologischer und sozialer Kriterien. Innerhalb derjenigen, die die Auswahlkriterien passiert haben, entscheidet das Fondsmanagement nach klassischen wirtschaftlichen Gesichtspunkten. Aufgrund des marktnahen Auswahlverfahrens sind die Wirkungen weniger greifbar. Die Unternehmen haben nur in seltenen Fällen einen direkten Vorteil (etwa bei Kapitalerhöhungen). Die Auswirkungen liegen eher im Imagevorteil für die Unternehmen und der gezielten Einflussnahme durch das Fondsmanagement bei Verstößen gegen die Kriterien.
Es gibt ein breites Spektrum von ethisch-nachhaltigen Fonds mit mehr oder weniger streng gefassten Kriterien, die sich an Kunden mit unterschiedlichen Werten richten; so gibt es im deutschsprachigen Raum zahlreiche Umweltfonds, aber zunehmend werden im Angebot auch andere Schwerpunkte berücksichtigt, z. B. Fonds mit entwicklungspolitischer Ausrichtung.
Der Best-in-Class-Ansatz bezeichnet eine Anlagestrategie, nachdem innerhalb einer Branche, Kategorie oder Klasse die jeweils besten – basierend auf ESG-Kriterien – ausgewählt werden. Dieser wird in vielen, aber nicht in allen Fonds angewandt. Er stößt immer wieder auf Kritik, da hier Industrien und Branchen einfließen, deren ökologischer, nachhaltiger und ethischer Charakter umstritten ist, etwa der japanische Energiekonzern TEPCO, der bis Mai 2011 Bestandteil des Dow Jones Sustainability Index war.
Ein weiterer Kritikpunkt: Eine Beurteilung von Unternehmen/Emittenten von außen ist schwierig, da interne Prozesse, Geldmittelflüsse und Warenkreisläufe nur schwer zu analysieren sind. Eine Bewertung von Nachhaltigkeit, Ethik und sozialer Verträglichkeit muss sich auf Selbstauskünfte, öffentliche Geschäftszahlen und Unternehmensberichte stützen. Ergänzt wird sie durch Anbieter von Fondsdatenbanken oder Rechercheergebnissen über Einzeltitel durch Nichtregierungsorganisationen (NGOs), welche die Bewertung entsprechender Information für Anleger übernehmen. Gänzlich lösen lässt sich das Transparenzproblem damit jedoch nicht. Mittlerweile gibt es aber eine Reihe von Transparenzangeboten im Internet. 87 Prozent der DAX-Unternehmen haben in einer Umfrage die Reputation als Hauptmotiv des Nachhaltigkeitsmanagements angegeben.
Bei sorgfältiger Auswahl bieten ethisch-nachhaltige Investmentfonds jedoch eine Möglichkeit, die eigenen Werte bei der Geldanlage zu berücksichtigen.

### Anlage in börsengehandelte Aktien nachhaltiger Unternehmen
Der Anleger kauft über seine Bank börsengehandelte Aktien von Unternehmen, deren Unternehmensgegenstand, -ziele und Geschäftsgebaren seinen Vorstellungen von Nachhaltigkeit (ökonomische, soziale, ökologische Nachhaltigkeit) entsprechen. Der Anleger kann selbst nach solchen Unternehmen recherchieren und/oder sich bei der Auswahl an den bekannten Nachhaltigkeitsindizes wie beispielsweise dem Natur-Aktien-Index (NAI) oder dem Öko-Aktienindex nx-25 orientieren.

## Greenwashing
Da der Begriff „Ethisches Investment“ nicht geschützt ist, besteht eine gewisse Gefahr von Greenwashing. Dabei erschleichen sich Unternehmen den Ruf nachhaltig zu sein, sind jedoch in erster Linie am Gewinn interessiert. Die Gefahr von Greenwashing steigt auch dadurch, dass es selten gelingt, die nachhaltige Wirkung objektiv zu messen.

## Weiterbildung an Hochschulen
In der Schweiz bieten zwei Hochschulen einen Zertifikatskurs für Anlageberater von Banken und Investmentspezialisten zum Thema „Sustainable Investments“ an.